# Karl Malone
Karl Malone (Summerfield, Louisiana, 24 juli 1963) is een Amerikaans voormalig basketbalspeler in de NBA.
Malone debuteerde in 1985 bij de Utah Jazz en nam afscheid van het professioneel basketbal in 2004 bij de Los Angeles Lakers. Hij won de NBA Most Valuable Player Award twee keer.
Malones bijnaam luidde 'The Mailman', want ' the mailman always delivers ' ('de postbode voldoet altijd aan zijn taak'). Hij is 2.06 m lang en woog ten tijde van zijn afscheid van de profsport 116 kg.
Malone scoorde in zijn carrière een totaal van 36.928 punten en staat daarmee op de derde plek op de topscorerslijst aller tijden, achter LeBron James en Kareem Abdul-Jabbar.
| Logo van de Olympische Spelen | Goud | Zilver | Brons | Logo van de Olympische Spelen |
|                               | 2    | 0      | 0     |                               |